# Roupala plinervia
Roupala plinervia är en tvåhjärtbladig växtart som beskrevs av Cornejo & Bonifaz. Roupala plinervia ingår i släktet Roupala och familjen Proteaceae. Inga underarter finns listade i Catalogue of Life.